# Baranja

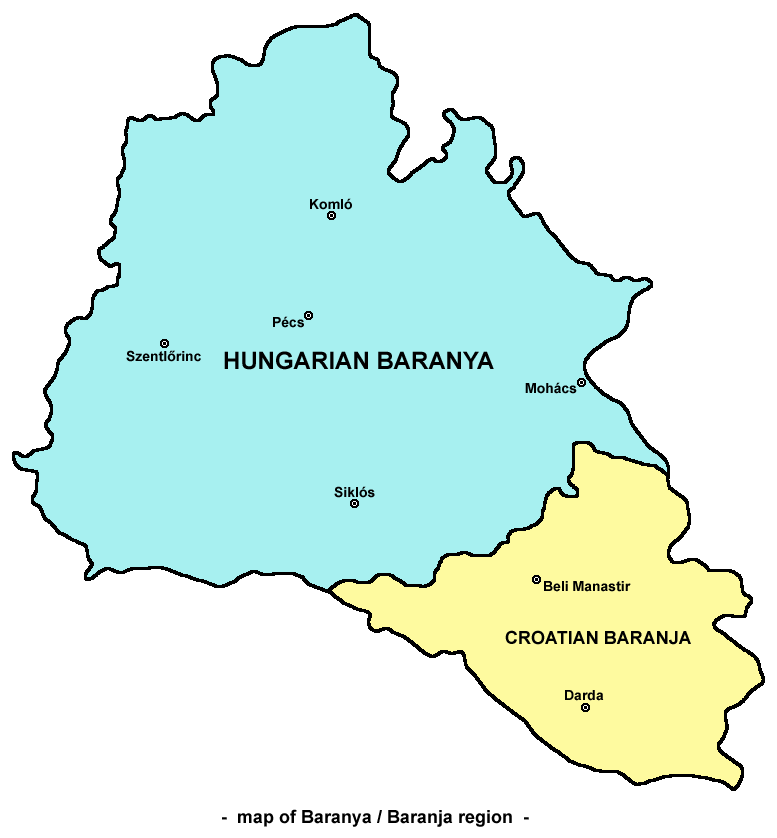

Baranja är en region i nordöstra Kroatien, nordöst om landskapet Slavonien. Baranja ligger mellan floderna Donau och Drava. Den största staden i regionen är Beli Manastir. Baranya är en angränsande region i Ungern.